# Shaine Casas
Shaine Casas (San Diego, 25 de diciembre de 1999) es un deportista estadounidense que compite en natación.
Ganó tres medallas en el Campeonato Mundial de Natación entre los años 2022 y 2025, y trece medallas en el Campeonato Mundial de Natación en Piscina Corta entre los años 2021 y 2024.
En diciembre de 2024 estableció una nueva plusmarca mundial en piscina corta del relevo 4 × 200 m libre (6:40,51).

## Palmarés internacional
| Campeonato Mundial                  | Campeonato Mundial    | Campeonato Mundial | Campeonato Mundial     |
| Año                                 | Lugar                 | Medalla            | Prueba                 |
| ----------------------------------- | --------------------- | ------------------ | ---------------------- |
| 2022                                | Budapest (Hungría)    | Medalla de bronce  | 200 m espalda          |
| 2024                                | Doha (Catar)          | Medalla de bronce  | 4 × 100 m libre        |
| 2025                                | Singapur (Singapur)   | Medalla de plata   | 200 m estilos          |
| Campeonato Mundial en Piscina Corta |                       |                    |                        |
| Año                                 | Lugar                 | Medalla            | Prueba                 |
| 2021                                | Abu Dabi (EAU)        | Medalla de oro     | 100 m espalda          |
| 2021                                | Abu Dabi (EAU)        | Medalla de oro     | 4 × 50 m estilos       |
| 2021                                | Abu Dabi (EAU)        | Medalla de plata   | 200 m espalda          |
| 2021                                | Abu Dabi (EAU)        | Medalla de plata   | 4 × 100 m estilos      |
| 2021                                | Abu Dabi (EAU)        | Medalla de plata   | 4 × 50 m estilos mixto |
| 2021                                | Abu Dabi (EAU)        | Medalla de bronce  | 4 × 100 m libre        |
| 2022                                | Melbourne (Australia) | Medalla de plata   | 200 m espalda          |
| 2022                                | Melbourne (Australia) | Medalla de plata   | 4 × 50 m estilos       |
| 2022                                | Melbourne (Australia) | Medalla de bronce  | 4 × 100 m libre        |
| 2024                                | Budapest (Hungría)    | Medalla de oro     | 200 m estilos          |
| 2024                                | Budapest (Hungría)    | Medalla de oro     | 4 × 200 m libre        |
| 2024                                | Budapest (Hungría)    | Medalla de plata   | 4 × 100 m estilos      |
| 2024                                | Budapest (Hungría)    | Medalla de bronce  | 4 × 50 m estilos mixto |